# Союзний талер
Союзний талер або Ферайнсталер (нім. Vereinstaler або Vereinsthaler — ферайнсталер) — велика срібна монета (18,52 г срібла 900-ї проби або 16,67 г чистого срібла), а також розрахункова грошова одиниця більшості держав Німецького митного союзу, а також Австрії та Ліхтенштейну в другій половині XIX століття.
Необхідність уніфікації фінансових систем кількох десятків німецьких держав і прагнення Австрійської імперії збільшити свій вплив на країни Німецького митного союзу призвели до підписання 1857 року Віденської монетної конвенції. Згідно з угодою, основною ваговою одиницею для країн-учасниць конвенції замість кельнської марки ставав «митний фунт» (нім. Zollpfund), що дорівнював 500 грамів. Було встановлено монетну стопу в 30 союзних талерів (1 митний лот = митного фунта = 16 г), 45 австрійських та 52,5 південнонімецьких гульденів з одного митного фунта чистого срібла. Підписання Віденської конвенції викликало низку економічних наслідків. Більшість торгових розрахунків, як у Південній Німеччині, так і у Австрії почала проводитися в союзних талерах. Прусські талери, викарбувані до 1857 року, відповідали новим союзним талерам і разом з ними стали основною грошовою одиницею для всіх німецьких країн. Це призвело до того, що південнонімецькі держави стали карбувати більше 90 % союзних талерів і менше 10 % місцевих гульденів, тоді як до 1857 співвідношення було зворотним. Це означало перехід із одного монетного союзу до іншого. Навіть Австрія випустила нарівні з власними гульденами значний тираж талерів. Таким чином, Віденська монетна конвенція посилила вплив Пруссії та зменшила Австрії.
Після перемоги у Франко-прусській війні та об'єднання німецьких держав у єдину Німецьку імперію Віденська монетна конвенція втратила значення. В 1871 об'єднана Німеччина прийняла золотий стандарт і ввела нову грошову одиницю — марку. Талер підлягав обміну на 3 марки. Союзні талери перебували в обігу до 1907 року включно.

## Передумови

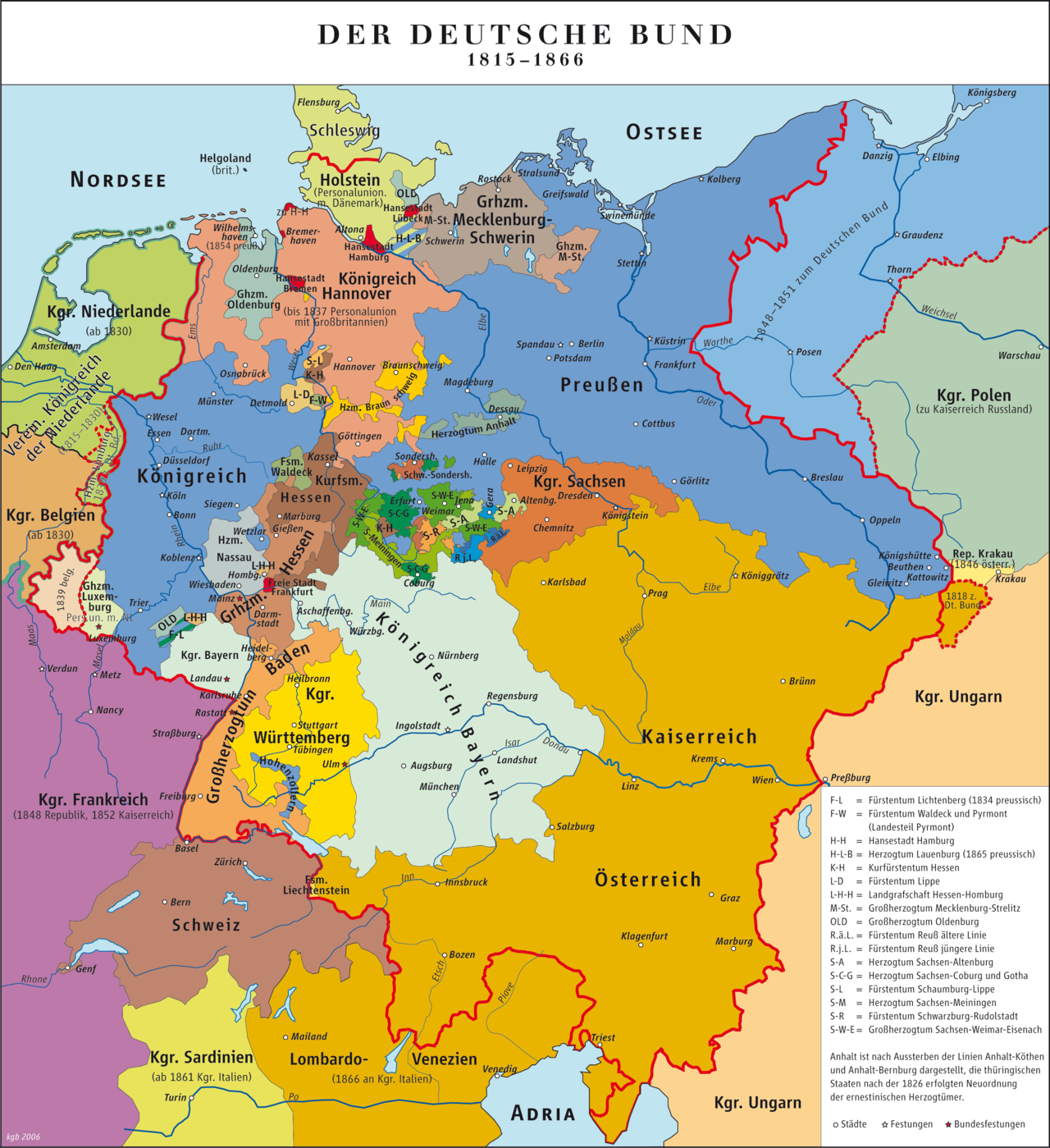
Межі Німецького союзу у 1866 році (червоним)

За результатами Віденського конгресу 1815 року на території колишньої Священної римської імперії одночасно існувало кілька десятків державних утворень (королівств, великих герцогств, герцогств, князівств і вільних міст) об'єднаних в Німецький союз. Всі вони мали повний суверенітет визначати свою внутрішню і зовнішню політику, у тому числі тип і вагу монет, що циркулюють на їх території. Надзвичайне розмаїття фінансових систем призводило до низки труднощів. Різко зростали транзакційні витрати, постійна необхідність обмінювати одні гроші на інші при переїзді в сусідню область створювала незручності не тільки для мандрівників, але і для проведення торгових операцій.
Відсутність єдиної фінансової системи створювало низку труднощів для торгових взаємин. Німецький союз у 1815 році зняв усі обмеження на пересування своєю територією населення. Результатом стали міграційні процеси, що визначаються ринком праці. Митні бар'єри були скасовані в 1834 при створенні Німецького митного союзу. До нього увійшла більшість німецьких держав. Одним із пунктів договору була декларація про необхідність уніфікації монетних систем.
25 серпня 1837 року південнонімецькими державами було підписано Мюнхенський монетний договір, відповідно до якого було створено Південнонімецький монетний союз з єдиною монетною стопою: 24,5 гульдени з кельнської марки (233,855 г чистого срібла). Відповідно, 1 гульден містив близько 9,5 г чистого срібла. Розмінною монетою став крейцер. 60 крейцерів складали 1 гульден. У свою чергу різні держави, що входять до монетного союзу, карбували похідні крейцера 1/2 та 1/4 крейцера, пфеніги та гелери.
Більшість німецьких держав, які не увійшли до Південнонімецького монетного союзу, у 1838 році підписали Дрезденську монетну конвенцію. Враховуючи необхідність уніфікації грошових систем, згідно з підписаним договором, була прийнята наступна монетна стопа: 7 подвійних талерів (нім. Doppeltaler) з марки. Таким чином, нова грошова одиниця стала еквівалентною двом прусським талерам та 3,5 гульденам Південнонімецького монетного союзу. 1 талер дорівнював 30 грошам. У Саксонії грош складався з 10 пфенігів, тоді як в інших державах з 12, що створювало цілу низку незручностей.
Після революції 1848—1849 років у німецьких державах все гостріше ставало питання про об'єднання Німеччини або малогерманським (без участі Австрії), або великогерманським (з участю Австрії) шляхах. Процес створення єдиної держави ускладнювало наявність кількох систем грошового обігу. Черговою спробою їхньої уніфікації стала Віденська монетна конвенція 1857 року.

## Віденська монетна конвенція
У 1854 році було погоджено компромісний договір. Країни-учасники домовилися створити спільну монетну систему між Австрією та державами Німецького митного союзу. Під час переговорів представники Австрії наполягали на введенні золотого стандарту. Ця пропозиція була категорично відкинута більшістю німецьких держав, оскільки послаблювало їхню місцеву валюту. Для Пруссії, чий прусський талер був основною грошовою одиницею митного союзу, запровадження золотого стандарту було вкрай невигідним. В результаті в 1857 була підписана Віденська монетна конвенція, яка уніфікувала валюти країн Південнонімецького монетного союзу, країн-учасниць Дрезденської конвенції та Австрії.
Згідно з Віденською монетною конвенцією, основною ваговою одиницею для країн-учасниць конвенції замість кельнської марки ставав «митний фунт» (нім. Zollpfund), рівний 500 грамів. Для країн Дрезденської монетної конвенції встановлювалася монетна стопа в 30 талерів з одного митного фунта, для Південнонімецького монетного союзу — 52,5 гульдени, для Австрії — 45 гульденів. Підписання цього договору означало незначне знецінення двох німецьких грошових одиниць (на 0,22 %) за збереження обмінного курсу — 2 талери = 3,5 гульдени. При цьому австрійський гульден знецінився на 5,22 %. Одночасно Австрія перейшла на десяткову монетну систему, 1 гульден став рівним 100 крейцерам.
В результаті підписання Віденської монетної конвенції основною грошовою одиницею союзу став союзний талер з такими зафіксованими співвідношеннями: 1 союзний талер = 1,5 австрійських гульденів = 13/4 південнонімецьких гульденів.
Крім цього, конвенцією передбачався випуск золотих монет — союзних крон і півкрон (50 і 100 з одного митного фунта). Обов'язковий курс обміну золотої крони на срібні талери і гульдени введений не був. Він залежав від ринкових співвідношень цін на золото та срібло. В результаті золоті монети в державах-учасницях віденської монетної конвенції не набули широкого поширення, а їх тиражі були незначними.
Підписання Віденської конвенції викликало низку економічних наслідків. Більшість торгових розрахунків, як у Південній Німеччині, так і у Австрії стала проводитись у союзних талерах. Прусські талери, викарбувані до 1857 року, по суті відповідали новим союзним талерам і разом з ними стали основною грошовою одиницею для всіх німецьких держав. Це призвело до того, що південнонімецькі держави стали карбувати більше 90 % союзних талерів і менше 10 % місцевих гульденів, тоді як до 1857 співвідношення було зворотним. По суті, це означало перехід з одного монетного союзу в інший. Навіть Австрія випустила нарівні з гульденами значний тираж талерів. Таким чином, Віденська монетна конвенція посилила вплив на німецьку грошову систему Пруссії та зменшила Австрійський.

## Монетні типи союзних талерів
Загальною характеристикою великих срібних монет, викарбуваних по монетній стопі 30 союзних талерів із 500 г чистого срібла є вказівка того, яка частина митного фунта срібла (500 г) міститься у цій конкретній монеті. Так, на реверсі чи гурті союзних талерів розташовувався напис XXX EIN PFUND FEIN (1/30 фунта чистого срібла). На подвійних талерах відповідно XV EIN PFUND FEIN (1/15 фунтів чистого срібла), на 1/6 союзного талеру CLXXX EIN PF. F. (1/180 фунтів чистого срібла). На монетах з виразом номіналу в зільбергрошенах (1 союзний талер прирівнювався до 30 зільбергрошен) містилося вказівку того, яку частину талеру представляє дана монета — 2 ½ зільбергрошена — 12 EINEN TALER (1/12 частина талеру), 1 зільбергрошен (1/30 талера), ½ зільбергрошена — 60 EINEN TALER (1/60 частина талера).
У розділі розглядаються безпосередньо союзні талери. Одночасно випускали і їх похідні, а саме монети номіналом в 1/3, 1/6 та 2 союзні талери.

### Німецькі держави

#### Ангальт

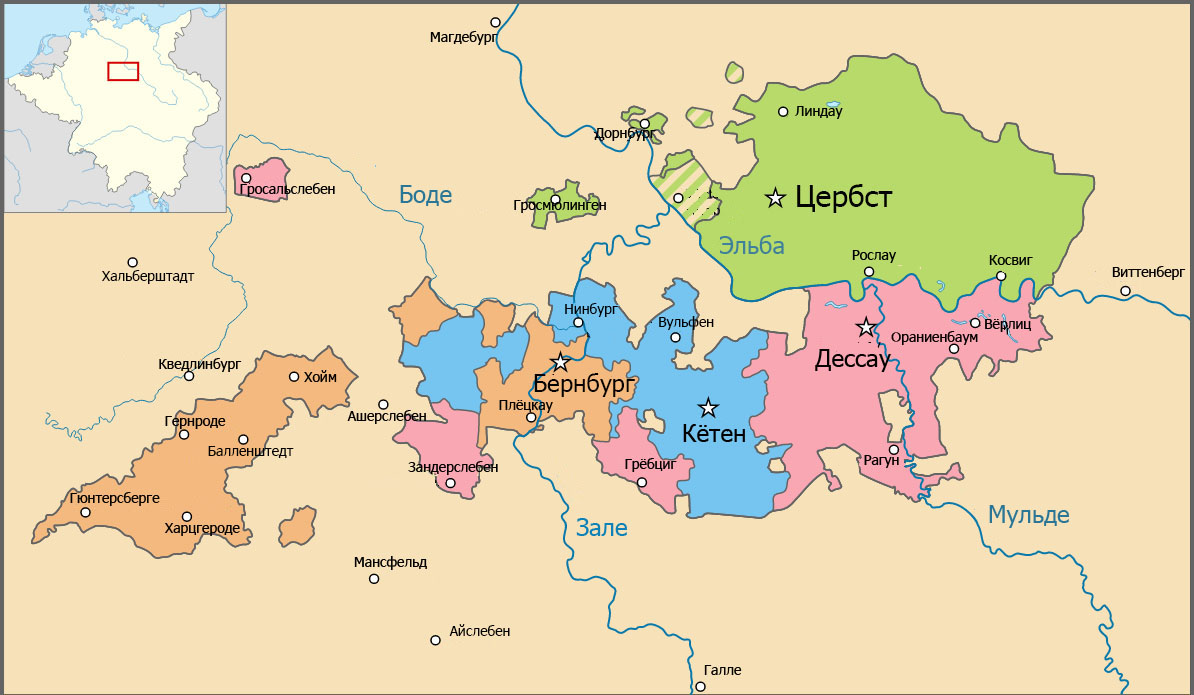
Карта Ангальта в 1793 году

В 1603, після нетривалого возз'єднання земель Ангальтського герцогства в єдину державу, воно було розділене між 5 синами князя Йоахіма Ернста. Один із братів відмовився від своїх володінь, віддавши перевагу грошовій компенсації. У 1635 році князями було прийнято угоду згідно з яким старший з них представлятиме Ангальт у рейхстазі Священної Римської імперії. Також закони про первородство запобігли подальшому дробленню земель. У міру згасання різних гілок роду відбувалося возз'єднання Ангальта до єдиної держави. У 1793 році помер князь Ангальт-Цербста та брат російської імператриці Катерини II Фрідріх Август. Його володіння перейшли до князів Ангальт-Бернбурзьких. Після припинення ангальт-кетенської лінії роду в 1853 відбулося об'єднання Ангальт-Кетена і Ангальт-Дессау. У 1863 році вмирає бездітним князь Ангальт-Бернбурга Олександр Карл. Землі Ангальта були знову об'єднані в єдине Ангальтське герцогство.
Так як союзні талери випускали з 1857 по 1871, а об'єднання Ангальт-Бернбурга і Ангальт-Дессау відбулося в 1863 році, то існують монети даного типу Ангальт-Бернбурга, Ангальт-Дессау і єдиного Ангальтського герцогства. На честь возз'єднання в 1863 був випущений пам'ятний союзний талер з написом «HERZOGTUM ANHALT GETHEILT 1603 VEREINT 1863» (Агальтське герцогство розділене в 1603, воз'єднане в 1863)
| Аверс            | Реверс | Гурт                                         | Опис аверса | Опис реверса | Роки карбування  | Монетний двір і наклад   |
| ---------------- | ------ | -------------------------------------------- | --- | --- | ---------------- | ------------------------ |
| Ангальт-Бернбург |        |                                              | | |                  |                          |
|                  |        | GOTT SEGNE ANHALT (Боже, благослови Ангальт) | Герцог Ангальт-Бернбурга Александр Карл | Герб, який тримають геральдичні тварини Ангальта ведмеді, круговий напис «EIN VEREINSTHALER XXX EIN PFUND FEIN» | 1859             | Берлін, 24 000           |
|                  |        | GOTT SEGNE ANHALT (Боже, благослови Ангальт) | В центрі напис «SEGEN DES ANHALT BERGBAUES» (З благ рудників Ангальта), круговий напис «ALEXANDER CARL HERZOG ZU ANHALT» (Александр Карл герцог Ангальта) | В центрі фортечний мур по якому крокує ведмідь в короні, круговий напис «EIN VEREINSTHALER XXX EIN PFUND FEIN» | 1861—1862        | Берлін, Сумарно — 30 000 |
| Ангальт-Дессау   |        |                                              | | |                  |                          |
|                  |        | GOTT SEGNE ANHALT (Боже, благослови Ангальт) | Герцог Ангальт-Дессау Леопольд IV Фридрих | Герб, который держат два стоящих на задних лапах медведя. Под гербом располагается знак ордена Альбрехта Медведя, круговая надпись «EIN VEREINSTHALER XXX EIN PFUND FEIN»                                                             | 1858, 1866, 1869 | Берлін Сумарно — 89 215  |
| Ангальт          |        |                                              | | |                  |                          |
|                  |        | GOTT SEGNE ANHALT (Боже, благослови Ангальт) | Герцог Ангальта Леопольд IV Фридрих | Герб, по бокам которого расположены две дубовые ветви. Две круговые надписи, внешняя «HERZOGTUM ANHALT GETHEILT 1603 VEREINT 1863» (Агальтське герцогство розділене в 1603, воз'єднане в 1863), внутренняя «EIN THALER 30 EIN PF. F.» | 1863             | Берлін Сумарно — 20 300  |

#### Баварія

Баварське королівство на карті Німецької імперії

Баварське королівство було найбільшим і економічно розвиненим південнонімецькою державою. Саме в його столиці Мюнхені в 1837 був підписаний монетний договір, який ознаменував створення Південно-німецького монетного союзу з основною грошовою одиницею гульден. Згодом, після Віденської монетної конвенції Баварія розпочала масовий випуск союзних талерів. Нарівні з талерами карбували гульдени та їх похідні, проте їхні тиражі були невеликі.
Враховуючи тимчасові проміжки випуску союзних талерів (1857—1871), їх карбували при двох королях Баварії — Максиміліані II та Людвігу II. Однак якщо за першого монарха з'явився лише один монетний тип союзного талеру, то за другого п'ять. Їх розбіжності зумовлені як деякими змінами у зображенні монарха, і випуском двох особливих типів — мадонненталера і переможного талера 1871 року.
Мадонненталер містить зображення мадонни з немовлям. Особливістю цих монет з здавалося б нейтральним сюжетом, був випуск лише тих країнах, населення яких сповідувало католичество. У 1609 році герцог Баварії Максиміліан заснував католицьку лігу, яка об'єднала низку німецьких князівств напередодні релігійної Тридцятирічної війни. Мадонненталери стали характерними для цих країн грошовими одиницями. Хоча монети із зображенням мадонни з немовлям і продовжували карбувати пізніше закінчення релігійних воєн, їх випуск вироблявся лише державах з переважно католицьким населенням.
У 1871 році на честь перемоги у Франко-прусській війні, в якій брала участь і Баварія, було викарбувано «переможний талер» із зображенням жінки з вінком та рогом достатку, а також написами «DURCH KAMPF UND SIEG ZUM FRIEDEN» (Через боротьбу і перемогу до миру) і «FRIEDENSSCHLUSS ZU FRANKFURT AM 10 MAI 1871» (Мирна угода у Франкфурті-на-Майні 10 травня 1871).
| Аверс | Реверс | Гурт                                        | Опис аверса | Опис реверса | Роки карбування | Монетний двір і наклад      |
| ----- | ------ | ------------------------------------------- | --- | --- | --------------- | --------------------------- |
|       |        | GOTT SEGNE BAYERN (Боже благослови Баварію) | Король Баварії Максиміліан II | Герб, який тримають два леви, що стоять на задніх лапах, круговий напис «EIN VEREINSTHALER XXX EIN PFUND FEIN» | 1857—1864       | Мюнхен Сумарно — 18 288 741 |
|       |        | GOTT SEGNE BAYERN (Боже благослови Баварію) | Король Баварії Людвіг II. Від наступного монетного типа відрізняє наявність пробора. Під зображенням монарха знак монетного майстра Карла Фойгта C. VOIGT           | Герб, який тримають два леви, що стоять на задніх лапах, круговий напис «EIN VEREINSTHALER XXX EIN PFUND FEIN» | 1864—1866       | Мюнхен Сумарно — 4 385 128  |
|       |        | GOTT SEGNE BAYERN (Боже благослови Баварію) | Король Баварії Людвіг II. Під зображенням монарха знак монетного майстра Карла Фойгта C. VOIGT                                                                      | Герб, який тримають два леви, що стоять на задніх лапах, круговий напис «EIN VEREINSTHALER XXX EIN PFUND FEIN» | 1866—1871       | Мюнхен Сумарно — 4 385 128  |
|       |        | GOTT SEGNE BAYERN (Боже благослови Баварію) | Король Баварії Людвіг II. Зображення дещо відрізняється, оскільки штемпель для цієї монети створений іншим майстром, про що говорить знак монетного майстра J. RIES | Герб, який тримають два леви, що стоять на задніх лапах, круговий напис «EIN VEREINSTHALER XXX EIN PFUND FEIN» | 1871            | Мюнхен Сумарно — 4 385 128  |
|       |        | XXX EIN PFUND FEIN                          | Король Баварии Людвіг II. Под изображением монарха знак медальерного мастера Карла Фойгта C. VOIGT                                                                  | Мадонна з дитям, що сидить на троні. Напівкруговий напис «PATRONA BAVARIAE» (Покровителька Баварії) | 1865—1871       | Мюнхен Сумарно — 4 385 128  |
|       |        | * * * XXX * EIN * PFUND * FEIN              | Король Баварії Максимиліан II, під зображенням знак монетного майстра J. RIES                                                                                       | Жінка з вінком і рогом достатку поруч із лавровим деревцем. Круговий напис «DURCH KAMPF UND SIEG ZUM FRIEDEN» (Через боротьбу і перемогу до миру), знизу «FRIEDENSSCHLUSS ZU FRANKFURT A. M. 10 MAI 1871» (Мирна угода у Франкфурті-на-Майні 10 травня 1871) | 1871            | Мюнхен 149 584              |

#### Баден

Велике герцогство Баденське на карті Німецької імперії

Велике герцогство Баденське розташовувалося на південному заході Німецького союзу. Як і інші південні німецькі держави в 1837 Баден увійшов в Південно-Німецький монетний союз, основною грошовою одиницею якого став південнонімецький гульден. Економічні наслідки Віденської монетної конвенції призвели до того, що союзний талер став основним розрахунковим засобом у всіх німецьких державах. В результаті Баден, як і інші південнонімецькі держави, став переважно карбувати талери. Так, з 1857 по 1871 рік у ньому було викарбувано менше 300 тисяч екземплярів монет номіналом в південнонімецьких гульденах та більше кількох мільйонів союзних талерів. Усі розмінні монети продовжували карбуватись в крейцерах і похідних від гульдену.
Існує два монетні типи баденських союзних талерів. Їхня відмінність полягає лише в молодому і зрілому зображенні великого герцога Фрідріха на аверсі. Усі монети карбувалися на монетному дворі столиці Бадена Карлсруе. Знак монетного двору на баденських монетах, що випускаються з 1857 по 1871 роки, відсутній.
| Аверс | Реверс | Гурт                                                                                                 | Опис аверса                         | Опис реверса                                                       | Роки карбування | Монетний двір і наклад       |
| ----- | ------ | --- | ----------------------------------- | ------------------------------------------------------------------ | --------------- | ---------------------------- |
|       |        | MÜNZVERTRAG VOM 24 JANUAR 1857 (Монетний договір 24 січня 1857 року)                                 | Великий герцог Баденський Фрідріх I | Герб Бадена, круговий напис «EIN VEREINSTHALER XXX EIN PFUND FEIN» | 1857—1865       | Карлсрує Сумарно — 2 383 620 |
|       |        | MÜNZVERTRAG VOM 24 JANUAR 1857 (MÜNZVERTRAG VOM 24 JANUAR 1857 (Монетний договір 24 січня 1857 року) | Великий герцог Баденський Фрідріх I | Герб Бадена, круговий напис «EIN VEREINSTHALER XXX EIN PFUND FEIN» | 1865—1871       | Карлсрує Сумарно — 706 690   |

#### Брауншвейг

Брауншвейзьке герцогство на карті Німецької імперії

Спочатку землі Брауншвейга були володіння династії Вельфів. До кінця XVIII століття сформувалися Брауншвейг-Люнебурзьке герцогство і Брауншвейг-Вольфенбюттельське князівство. Після поразки прусської армії під командуванням герцога Брауншвейг-Вольфенбюттеля Карла Вільгельма Фердинанда ці володіння увійшли у залежне від Франції Вестфальське королівство. За результатами Віденського конгресу в 1814 році династія князів Брауншвейга-Вольфенбюттеля була відновлена у своїх правах і почала керувати новоствореною державою.
У 1866 році герцогство було включено до складу Північнонімецького союзу, а в 1871 — Німецької імперії зі збереженням деяких ознак державності.
У Середньовіччі зі срібла копалень Брауншвейга карбували безліч монет талерового типу. Деякі з них отримали власну назву, як талер з дикуном, на якому зображався міфологічний велетень, що тримає в руках вирване дерево. У період з 1857 по 1871 Брауншвейг випускав відносно невелику кількість монет. При цьому грошова система герцогства дещо відрізнялася від прусської — один союзний талер Брауншвейга відповідав 30 грошам, кожен з яких дорівнював 10 пфенігам, а не 12, як у Пруссії.
| Аверс | Реверс | Гурт                                         | Опис аверса                     | Опис реверса                                                            | Роки карбування | Монетний двір і наклад                                 |
| ----- | ------ | -------------------------------------------- | ------------------------------- | ----------------------------------------------------------------------- | --------------- | ------------------------------------------------------ |
|       |        | NEC ASPERA TERRENT (Випробування не лякають) | Герцог Брауншвейзький Вільгельм | Герб Брауншвейга, круговий напис «EIN VEREINSTHALER XXX EIN PFUND FEIN» | 1858—1871       | до 1865 Брауншвейг, з 1866 — Гановер Сумарно — 254 484 |

#### Вальдек-Пірмонт

Вальдек-Пірмонт на карті Німецької імперії

Вальдек-Пірмонтське князівство було невеличким державним утворенням, поділеним територіально на дві частини — Вальдек і Пірмонт. Будучи формально самостійним, Вальдек-Пірмонт було забезпечувати свої потреби і більше проводити незалежну державну політику. У 1866 році під час австро-прусько-італійської війни прийняв бік Пруссії. Після її закінчення ті з німецьких держав, які підтримали Австрію (Ганновер, Гессен-Кассель, Нассау та вільне місто Франкфурт) були приєднані до Пруссії. Лояльний Вальдек-Пірмонт зберіг формальну незалежність, проте за договором 1867 управління князівством перейшло прусської адміністрації.
Держава не мала власного монетного двору. Тож у 1859 і 1867 роках на Берлінському монетному дворі, що свідчить знак монетного двору «А» під зображенням князя, було викарбувано незначні тиражі союзних талерів цього невеликого князівства.
| Аверс | Реверс | Гурт                                                              | Опис аверса                         | Опис реверса                                                                 | Роки карбування | Монетний двір і наклад  |
|       |        | MÜNZVERTRAG VOM 24 JANUAR 1857 (Монетна угода 24 січня 1857 року) | Князь Вальдек-Пірмонта Георг Віктор | Герб Вальдек-Пірмонта, круговий напис «EIN VEREINSTHALER XXX EIN PFUND FEIN» | 1859, 1867      | Берлін Сумарно — 33 229 |

Вюртемберг

Вюртемберзьке королівство на карті Німецької імперії

Вюртемберзьке королівство було однією з південнонімецьких держав. Поряд зі своїми сусідами Баденом і Баварією Вюртемберг приєднався в 1837 до Південнонімецького монетного союзу, а потім в 1857 до Віденської монетної конвенції. З 1857 по 1871 роки в ньому правили королі Вільгельм I і Карл I, чиї зображення розміщені на аверсі союзних талерів. Як і в інших південнонімецьких державах дана грошова одиниця витіснила гульден, що циркулював раніше. При цьому розмінні монети продовжували карбувати або з позначенням номіналу в ½ гульдена, або в крейцерах (60 крейцерів = 1 гульден). З 1857 по 1871 роки у Вюртемберг було випущено кілька мільйонів союзних талерів і жодної монети вартістю 1 гульден.
У 1870 році Вюртемберг приєднався до Пруссії у війні з Францією. Після перемоги в 1871 році був випущений пам'ятний переможний талер накладом більш ніж 100 тисяч екземплярів на честь цієї події .
Усі монети були викарбувані на монетному дворі Вюртемберзького королівства у Штутгарті.
| Аверс | Реверс | Гурт                                                              | Описа аверса                                                                          | Опис реверса | Роки карбування | Монетний двір і наклад       |
| ----- | ------ | ----------------------------------------------------------------- | ------------------------------------------------------------------------------------- | --- | --------------- | ---------------------------- |
|       |        | MÜNZVERTRAG VOM 24 JANUAR 1857 (Монетна угода 24 січня 1857 року) | Король Вюртемберга Вільгельм I                                                        | Герб Вюртемберга, круговий напис «EIN VEREINSTHALER XXX EIN PFUND FEIN» | 1857—1864       | Штутгарт Сумарно — 5 629 806 |
|       |        | MÜNZVERTRAG VOM 24 JANUAR 1857 (Монетна угода 24 січня 1857 року) | Король Вюртемберга Карл I. Знизу зображення знаку монетного майстра «C. SCHNITZSPAHN» | Герб Вюртемберга, круговий напис «EIN VEREINSTHALER XXX EIN PFUND FEIN» | 1865—1870       | Штутгарт Сумарно — 939 381   |
|       |        | * * * XXX * EIN * PFUND * FEIN                                    | Король Вюртемберга Карл I. Знизу зображення знаку монетного майстра «C. SCHNITZSPAHN» | Ангел с пальмовою гілкою над військовими трофеями посеред який два лаврових вчнки с цифрами 1870 и 1871 (роки франко-прусською війни). Напівкруговий напис «MIT GOTT DURCH KAMPF ZU SIEG UND EINIGUNG» (З Божою допомогою через боротьбу до перемоги та об'єднання). Внизу і зліва знак монетного мастера «C. SCH. F.» | 1871            | Штутгарт 113 674             |

#### Ганновер

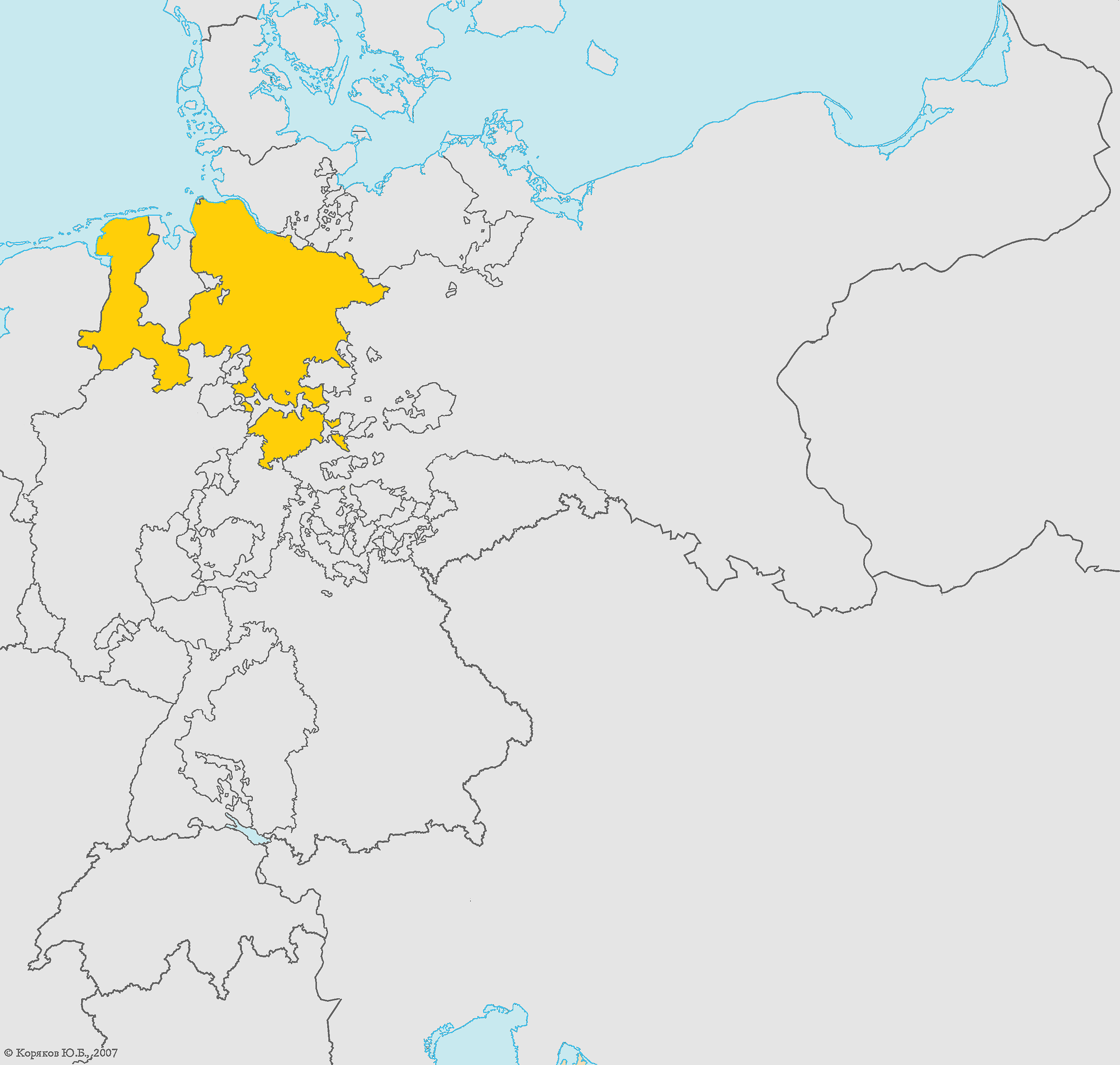
Ганноверське королівство у 1866 році

Історія Ганновера порівняно з іншими суверенними німецькими монархіями була особливою. У 1714 році Ганноверський курфюрст Георг внаслідок Акту про престолонаслідування 1701 стає королем Великобританії. Поки сам монарх перебував у Лондоні, Ганновер керувався намісником. Під час наполеонівських воєн територія цієї держави була захоплена французами. Так як Англія була головним ворогом Наполеона, то окуповані володіння англійського короля в континентальній Європі були приєднані до профранцузького Вестфальського королівства.
Після поразки Наполеона, за результатами Віденського конгресу, ця німецька держава була відновлена, збільшена рахунок Хільдесхайма і Остфрисландії і передано англійському королю. Різниця в законах про престолонаслідування призвела в 1837 до розриву особистої унії з Великобританією. Згідно із законами Ганновера, його правителем не могла бути жінка. Після смерті Вільгельма IV англійську корону успадкувала Вікторія, а королем Ганновера став її дядько Ернст Август.
1866 року під час війни Пруссії з Австрією Ганновер виступив на боці Австрії. Військові дії були невдалими і 28 червня 1866 пішла його капітуляція, а 20 вересня 1866 землі були приєднані до Пруссії.
У Ганновері з 1857 по 1866 було викарбувано кілька типів союзних талерів. Окрім талерів для обороту було викарбувано кілька типів пам'ятних та ювілейних монет. У 1865 році світло побачили талери на честь 50-річчя битви при Ватерлоо, яка призвела до остаточної поразки Наполеона, т.з. ватерлооталери. У тому ж році було викарбувано монети на честь 50-річчя приєднання Східної Фризії. Побічно цій події присвячено ще один союзний талер. Монета на честь святкування цієї події була викарбувана двотисячним тиражем. На ній зображені символи цієї землі, включаючи девіз Eala Frya Fresena, що означає «Повставайте вільні фризи».
Усі монети викарбувано у столиці держави Ганновері. Невелика буква «В» під зображенням короля означає знак медальєрного майстра Генріха Бремера.
| Аверс | Реверс | Гурт                                                          | Опис аверса              | Опис реверса | Роки карбування | Монетний двір і наклад              |
| ----- | ------ | ------------------------------------------------------------- | ------------------------ | --- | --------------- | ----------------------------------- |
|       |        | NEC ~ • ~ ASPERA ~ • ~ TERRENT ~ • ~(випробування не лякають) | Король Ганновера Георг V | Герб Ганновера, круговий напис «EIN VEREINSTHALER XXX EIN PFUND FEIN» | 1857—1866       | Гановер Сумарно — не менш 3 469 036 |
|       |        | 30 EIN PFUND F. ~ • ~ EIN THALER ~ • ~                        | Король Ганновера Георг V | Напис «DEN SIEGERN BEI WATERLOO GEWIDMET AM 18 JUNI 1865» (Переможцям під Ватерлоо присвячується 18 червня 1865) між двома лавровими гілками                                                                | 1865            | Гановер 15 000                      |
|       |        | 30 EIN PFUND F. ~ • ~ EIN THALER ~ • ~                        | Король Ганновера Георг V | Напис «ZUR 50 JÄHRIGEN VEREINIGUNG OSTFRIESLANDS MIT HANNOVER 1815: 15. DEC: 1865» (До 50-річчя об'єднання Східної Фрізії та Ганновера) між двома дубовими гілками                                          | 1865            | Гановер 1 000                       |
|       |        | 30 EIN PFUND F. ~ • ~ EIN THALER ~ • ~                        | Король Ганновера Георг V | Кругові написи «Eala Frya Fresena» і «ZUR ERINNERUNG AN DIE FEIER DES 15. DEC. 1865» (На згадку про свято 15 грудня 1865 року). В середині розташований дуб під яким стоїть лицар в латах із списом і мечом | 1865            | Гановер 2 000                       |

#### Гессен

Велике герцогство Гессенське на карті Німецької імперії

В 1567 при розділі Гессенського ландграфствао між синами Філіпа Великодушного з колись єдиної держави з'явилося дві, які за назвою своїх столиць отримали назви Гессен-Касселя і Гессен-Дармштадта. З Гессен-Дармштадта в XVII столітті було виділено Гессен-Гомбург. Кожна з цих держав вела самостійну як зовнішню, так і монетарну політику.
Так, Гессен-Дармштадт у описуваний час як розмінну монету карбував крейцери та пфенніги. На відміну від прусських пфеніг Гессен-Дармштадта відповідав 1/4 крейцера. Гессен-Кассель використовував північнонімецьку систему випускаючи зільбергрошени (1/30 союзного талера) і пфенніги (1/12 зільбергрошена). Гессен-Гомбург унаслідок свого малого розміру (всього 221 км²) випустив лише невелику кількість союзних талерів, здійснюючи грошові розрахунки на своїй території грошима інших земель.
У 1803 році Гессен-Кассель отримав статус курфюрства, що не завадило французам зайняти його в 1806, а в 1807 офіційно ввести до складу повністю залежного від Наполеона королівства Вестфалія. Після поразки французького імператора держава була відновлена.
Правління останнього курфюрста Фрідріха-Вільгельма було ознаменовано політичними кризами, революціями та програною війною, внаслідок якої держава перестала існувати. У 1866 році Фрідріх-Вільгельм у війні Австрії та Пруссії став на бік імперії Габсбургів. Незабаром прусські війська зайняли столицю Кассель, взяли в полон правителя і змусили його відмовитися від своїх прав за грошову винагороду. Гессен-Кассель був приєднаний до Пруссії.
Союзні талери, що випускаються у курфюрстві з 1858 по 1865 роки, містили зображення монарха на аверсі та герб на реверсі. Існує два типи даних монет — з і без знака монетного майстра Кристофа Пфойфера «CP» .
Гессен-Гомбург також перестав існувати 1866 року. На відміну від Гессен-Касселя, який підтримав Австрію, і після її поразки був приєднаний до Пруссії, у Гессен-Гомбурзі зі смертю ландграфа Фердинанда припинилася чоловіча лінія правлячої династії. Землі спочатку були приєднані до Гессен-Дармштадту, а потім того ж року поступилися за мирним договором Пруссії.
За час існування Гессен-Гомбурга було викарбувано один монетний тип союзного талеру з тиражем менше 38 тисяч екземплярів.
Гессен-Дармштадт у 1806 році приєднався до Рейнського союзу, створеного під патронажем Наполеона. За вихід зі складу Священної Римської імперії держава набула статусу великого герцогства. Територія цієї німецької монархії неодноразово перекроювалася під час наполеонівських воєн, Віденського конгресу та після австро-прусської війни 1866 року. Велике герцогство Гессен підтримало Австрію у війні 1866 року. Після беззаперечної перемоги Пруссії лише завдяки спорідненим зв'язкам великих герцогів із царюючими будинками Великобританії та Росії умови мирного договору були порівняно не тяжкі.
За час існування держави було викарбувано понад 3 млн. союзних талерів одного монетного типу.
| Аверс                                           | Реверс | Гурт                                                              | Опис аверса                  | Опис реверса                                                                                 | Роки карбування | Монетний двір і наклад     |
| ----------------------------------------------- | ------ | ----------------------------------------------------------------- | ---------------------------- | -------------------------------------------------------------------------------------------- | --------------- | -------------------------- |
| Гессен-Кассель (Гессенське курфюрство)          |        |                                                                   |                              |                                                                                              |                 |                            |
|                                                 |        | GOTT MIT UNS (З нами бог)                                         | Курфюрст Фрідрих Вільгельм I | Герб Гессенського курфюрства, круговий напис «EIN VEREINSTHALER XXX EIN PFUND FEIN»          | 1858—1865       | Берлін Сумарно — 289 325   |
| Гессен-Гомбург                                  |        |                                                                   |                              |                                                                                              |                 |                            |
|                                                 |        | MÜNZVERTRAG VOM 24 JANUAR 1857 (Монетна угода 24 січня 1857 року) | Ландграф Фердинанд           | Герб Гессенського курфюрства, круговий напис «EIN VEREINSTHALER XXX EIN PFUND FEIN»          | 1858—1863       | Штутгарт Сумарно — 37 937  |
| Гессен-Дармштадт (Велике герцогство Гессенське) |        |                                                                   |                              |                                                                                              |                 |                            |
|                                                 |        | MÜNZVERTRAG VOM 24 JANUAR 1857 (Монетна угода 24 січня 1857 року) | Великий герцог Людвиг III    | Герб Великого герцогства Гессенського, круговий напис «EIN VEREINSTHALER XXX EIN PFUND FEIN» | 1857—1871       | Мюнхен Сумарно — 3 089 389 |

#### Ліппе

Ліппське князівство на карті Німецької імперії

Ліппське графство було невеличкою державою між річкою Везер і Тевтобурзьким Лісом. Засновник дому Ліппе Бернгард (помер бл. 1158) був одним з воєначальників Генріха Лева. Територія Липпе внаслідок розділів, шлюбів, результатів війн суттєво змінювалась упродовж свого існування. При цьому протягом усього його існування населення держави залишалося невеликим. 1448 року воно становило близько 21 тисячі осіб, до 1590 — близько 35 тисяч. У 1900 році в Ліппе проживало близько 140 тисяч жителів. У 1792 правитель Ліппе Леопольд I отримав князівський титул, а Ліппе стало Ліппським князівством. У 1806 році держава стає членом Німецького союзу. Ліппе під час війни 1866 року стало на сторону Пруссії і пізніше приєдналося до Північнонімецького союзу.
Союзні талери для Ліппе карбували у 1860 та 1866 роках у Берліні невеликими тиражами.
| Аверс | Реверс | Гурт                                                              | Опис аверса              | Опис реверса                                                      | Роки карбування | Монетний двір і наклад |
| ----- | ------ | ----------------------------------------------------------------- | ------------------------ | ----------------------------------------------------------------- | --------------- | ---------------------- |
|       |        | MÜNZVERTRAG VOM 24 JANUAR 1857 (Монетна угода 24 січня 1857 року) | Князь Ліппе Леопольд III | Герб Ліппе, круговий напис «EIN VEREINSTHALER XXX EIN PFUND FEIN» | 1860, 1866      | Сумарно — 43 100       |

#### Мекленбург

Мекленбург-Шверін на карті Німецької імперії

Мекленбург є північно-східною областю Німеччини на узбережжі Балтійського моря. Внаслідок цілого ряду міжусобних воєн ця, найменш розвинена порівняно з іншими німецькими землями, область була поділена в 1701 між двома державами —  Мекленбург-Шверінським і Мекленбург-Штреліцьким великими герцогствами. Обидві держави, хоч і були формально незалежними, але мали спільну конституцію та фактично були повністю залежними від Пруссії. У разі припинення правлячої династії однієї з країн його землі переходили до іншого. При припиненні ж обох династій обидві частини Мекленбургу ставали частиною Пруссії.

Мекленбург-Штреліц на карті Німецької імперії

Особливість грошового обігу мекленбурзьких герцогств полягала в тому, що вони не підписали Віденської монетної конвенції. Однак внаслідок широкого поширення союзних талерів на території німецьких держав, Мекленбург-Штреліц і Мекленбург-Шверін стали карбувати срібні монети за аналогічною для союзного талеру монетною стопою, тобто 30 монет з митного фунта (500 г) чистого срібла, із зазначенням номіналу. Ці випуски формально не є союзними, проте повністю відповідають їх характеристикам. У Мекленбурзі талер поділявся на 48 шилінгів, кожен із яких у свою чергу на 12 пфенігів. Таким чином, на відміну від інших північнонімецьких держав, талер мекленбурзьких герцогств складався з 576, а не 360 пфенігів.
Для Мекленбург-Шверіна Берлінським монетним двором в 1867 був випущений пам'ятний талер на честь 25-річчя правління великого герцога Фрідріха Франца.

#### Нассау

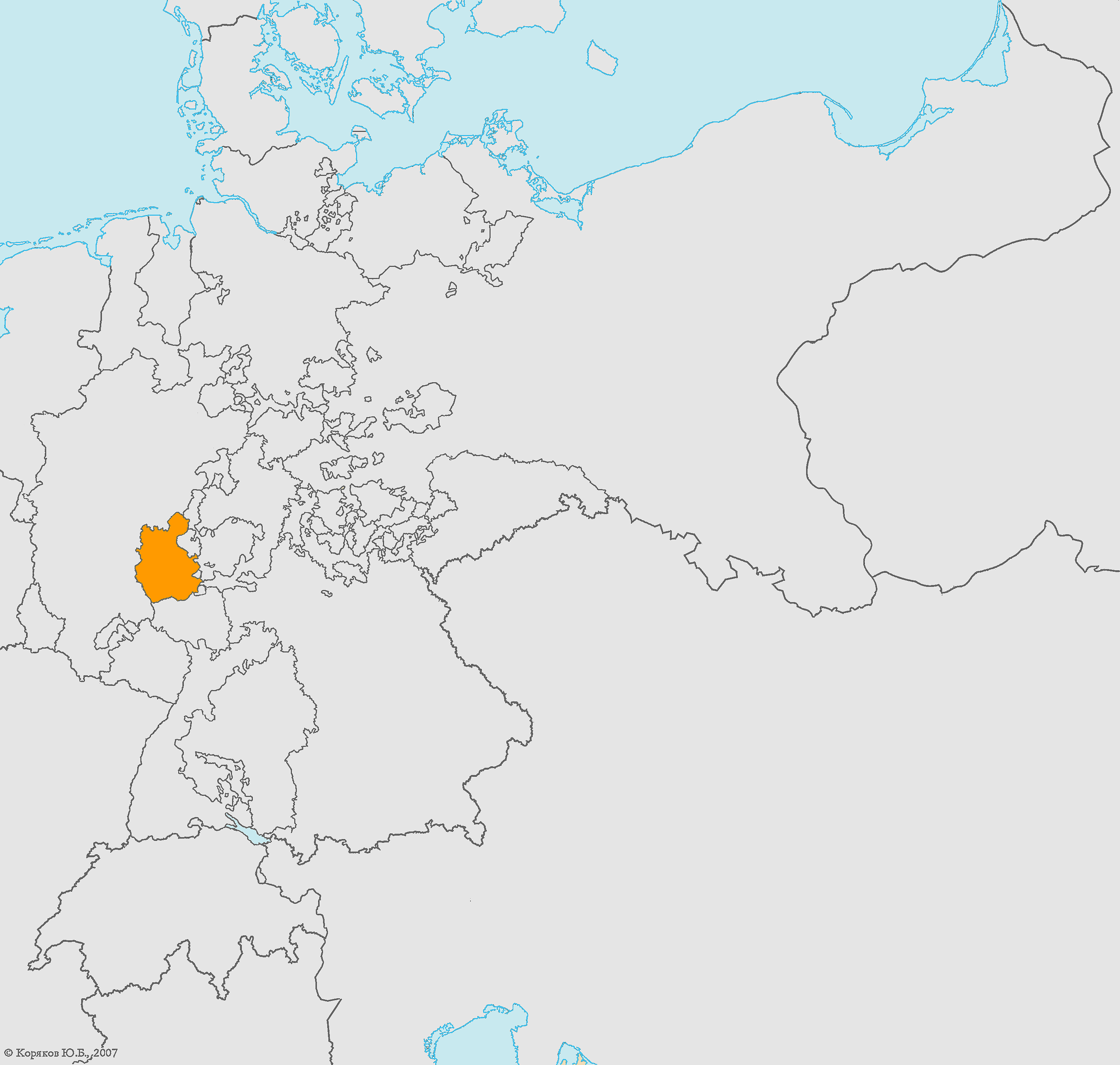
Нассауське герцогство в 1866 году

Аристократичний рід Нассау виник у XII столітті. Серед його представників найбільш відомі лідер Нідерландської революції граф Нассауський Вільгельм I Оранський та король Англії Вільгельм III. У XVIII столітті на німецьких землях одночасно існували Нассау-Узінген, Нассау-Вейльбург і Нассау-Діц . У 1806 році, представники двох уцілілих на той час ліній будинку Нассау, князі Фрідріх Август і Фрідріх Вільгельм об'єднали свої землі в єдине герцогство Нассау. На Віденському конгресі держава домоглася приєднання низки територій. У 1837 році герцогство увійшло в Південно-Німецький монетний союз , а в 1857 підписало Віденську монетну конвенцію . Як і в інших державах, у Нассау почали одночасно випускати гульдени та їх похідні крейцери поряд із союзними талерами. 1866 року герцог Адольф підтримав Австрію під час Австро-прусської війни. Після поразки Австрії, Нассау було приєднано до Пруссії.
У Нассау було викарбувано три монетні типи союзних талерів — два обігові з різними зображеннями герцога Адольфа і один ювілейний на честь 25-річчя його правління.
| Аверс | Реверс | Гурт                                                                                              | Опис аверса                            | Опис реверса | Роки карбування | Монетний двір і наклад    |
| ----- | ------ | ------------------------------------------------------------------------------------------------- | -------------------------------------- | --- | --------------- | ------------------------- |
|       |        | MÜNZVERTRAG VOM 24 JANUAR 1857 (Монетна угода 24 січня 1857 року)                                 | Герцог Нассау Адольф                   | Герб Нассау, круговий напис «EIN VEREINSTHALER XXX EIN PFUND FEIN» | 1859—1860       | Вісбаден Сумарно — 79 810 |
|       |        | MÜNZVERTRAG VOM 24 JANUAR 1857 (Монетна угода 24 січня 1857 року)                                 | Герцог Нассау Адольф                   | Герб Нассау, круговий напис «EIN VEREINSTHALER XXX EIN PFUND FEIN» | 1863            | Вісбаден 145 170          |
|       |        | * EIN GEDENKTHALER * * XXX EIN PFUND FEIN * (Пам'ятний талер. Одна тридцята фунта чистого срібла) | Герцог Нассау Адольф в лавровому вінку | В центрі вінка з двох дубових гілок напис «DEN 24 AUGUST 1864», круговий напис «ZUR FEIER 25 JÄHRIGER SEGENSREICHER REGIERUNG» (На честь 25-річчя благодатного правління) | 1864            | Вісбаден 6 162            |

#### Ольденбург
Велике герцогство Ольденбурзьке являло собою державнуе утворення, що складалось з трьох розділених між собою географічно частин. Основні володіння монархії розташовувалися на північному заході Німеччини узбережжя Північного моря, район Біркенфельд — неподалік французького міста Страсбург, а Ойтін узбережжя Балтійського моря . Таке географічне розташування було обумовлено цілою низкою історичних процесів, внаслідок яких Ольденбург у різні періоди перебував під владою королів Данії, майбутнього російського імператора Павла I та Французької імперії . За результатами Віденського конгресу територія Ольденбурга набула того виду, в якому велике герцогство з невеликими змінами і проіснувало до 1918 року. У 1866 році під час австро-прусської воєн, на відміну від іншої північно-західної німецької держави Ганновер, Ольденбург прийняв бік Пруссії, що й дозволило йому зберегтися у складі Північнонімецького союзу та Німецької імперії.
Грошове звернення Ольденбурга зумовлювалося особливостями його територіального розташування. Для Біркенфельда карбувалися похідні талери зільбергрошен (30 зільбергрошенів = 1 талеру) та пфеніг (12 пфенігів = 1 зільбургрошену). У самому Ольденбурзі 1 талер відповідав 360 швареним або 72 гротенам (1 гротен = 5 шваренів). При цьому в описуваний час стали випускати зільбергрошени, які були еквівалентні 12 швареним або 2,4 гротенів.
| Аверс | Реверс | Гурт                                                                 | Опис аверса                            | Опис реверса                                                            | Роки карбування  | Монетний двір і наклад      |
| ----- | ------ | -------------------------------------------------------------------- | -------------------------------------- | ----------------------------------------------------------------------- | ---------------- | --------------------------- |
|       |        | EIN GOTT EIN RECHT EINE WAHRHEIT (Один бог, одне право, одна правда) | Великий герцог Пітер II Ольденбургский | Герб Ольденбурга, круговий напис «EIN VEREINSTHALER XXX EIN PFUND FEIN» | 1858, 1860, 1866 | Ганновер Суммарно — 135 585 |